# Grand Prix Seat de trainières
Le Grand Prix Seat de traînières est une régate d'aviron en banc fixe qui a eu lieu deux fois dans les années 1980 à Santoña (Cantabrie).

## Histoire

### 1986
La première édition s'est appelée « Drapeau Seat de traînières » et a été disputée le 27 juillet 1986 à Santoña. Huit équipages participent à cette régate qui sera télévisée par la Télévision espagnole. Les courants étaient très forts et les bateaux des voies 1 et 2 étaient favorisés par celui-ci. Dans la première manche ont ramé Cabo de Cruz sur la bouée 1, Pedreña sur la 2, Castro sur la 3 et Castropol sur la 4. 
Dans la seconde manche Zumaia sur la balise 1, Santoña sur les 2, Meira sur la 3 et Kaiku sur la 4. Dans la première ciaboga le bateau de Meira s'est retiré alléguant qu'il n'avait pu s'approcher de sa balise. Le classement est le suivant :
1. Zumaia : 20 h 55 min 02 s
2. Cabo de Cruz : 21 h 27 min 07 s
3. Pedreña : 21 h 28 min 11 s
4. Santoña : 21 h 43 min 56 s
5. Kaiku : 22 h 14 min 28 s
6. Castro : 22 h 15 min 03 s
7. Castropol : 22 h 42 min 34 s
8. Meira : Retiré

### 1987
La seconde édition sera appelée « II Grand Prix Seat de traînières » et est disputé, tout comme l'année précédente, à Santoña. Huit embarcations prennent part à la compétition dont le classement est le suivant :
1. Zumaia : 19 h 43 min 12 s
2. Santurtzi : 20 h 03 min 92 s
3. Meira : 20 h 10 min 10 s
4. Zierbena : 20 h 26 min 76 s
5. Castro : 20 h 30 min 43 s
6. Santoña : 20 h 41 min 77 s
7. Cabo de Cruz : 20 h 49 min 51 s
8. Camargo : 21 h 03 min 82 s

## Palmarès
| Édition | Année      | Vainqueur | Second       | Troisième |
| ------- | ---------- | --------- | ------------ | --------- |
| I       | 27-07-1986 | Zumaia    | Cabo de Cruz | Pedreña   |
| II      | 26-07-1987 | Zumaia    | Santurtzi    | Meira     |

## Prix
Pendant les deux années cette régate a été une des plus importantes quant aux prix étaient le Drapeau et un Seat Marbella évalué à 950 000 pesetas pour le vainqueur, 400 000 pesetas pour le 2e, 300 000 pour le 3e, 250 000 pour le 4e, 200 000 pour le 5e, 150 000 pour le 6e, 125 000 pour le 7e et 100 000 pour le 8e. On accordera en outre aussi une prime de 50 000 pesetas pour les déplacements.

### Sources et bibliographie
- (es) Cet article est partiellement ou en totalité issu de l’article de Wikipédia en espagnol intitulé « Gran Premio Seat de Traineras » (voir la liste des auteurs).
- Historia del Remo Castreño: Castro Urdiales 1854-2002, 2004, Edtitions : Sociedad Deportiva Remo Castro Urdiales (Castro-Urdiales),  (ISBN 84-609-1381-3)